# Tephritis araneosa
Tephritis araneosa
 es una especie de insecto díptero del género Tephritis, familia Tephritidae. Daniel William Coquillett lo describió científicamente por primera vez en el año 1894. Posiblemente sea un complejo de especies.
Se encuentra en Canadá, Estados Unidos y México. Se alimentan principalmente de Asteracease.